# Sukhee Kang
Sukhee Kang (ur. 15 września 1952 w Seulu w Korei Południowej) – amerykański polityk Partii Demokratycznej koreańskiego pochodzenia z hrabstwa Orange w Kalifornii. Od 2008 do 2012 burmistrz miasta Irvine w Kalifornii, był pierwszym burmistrzem tego miasta pochodzenia koreańskiego. 6 lipca 2011 ogłosił, że będzie ubiegać się o miejsce w Kongresie USA, przegrał jednak wybory na rzecz Johna Campbella, urzędującego kongresmena.

## Młodość

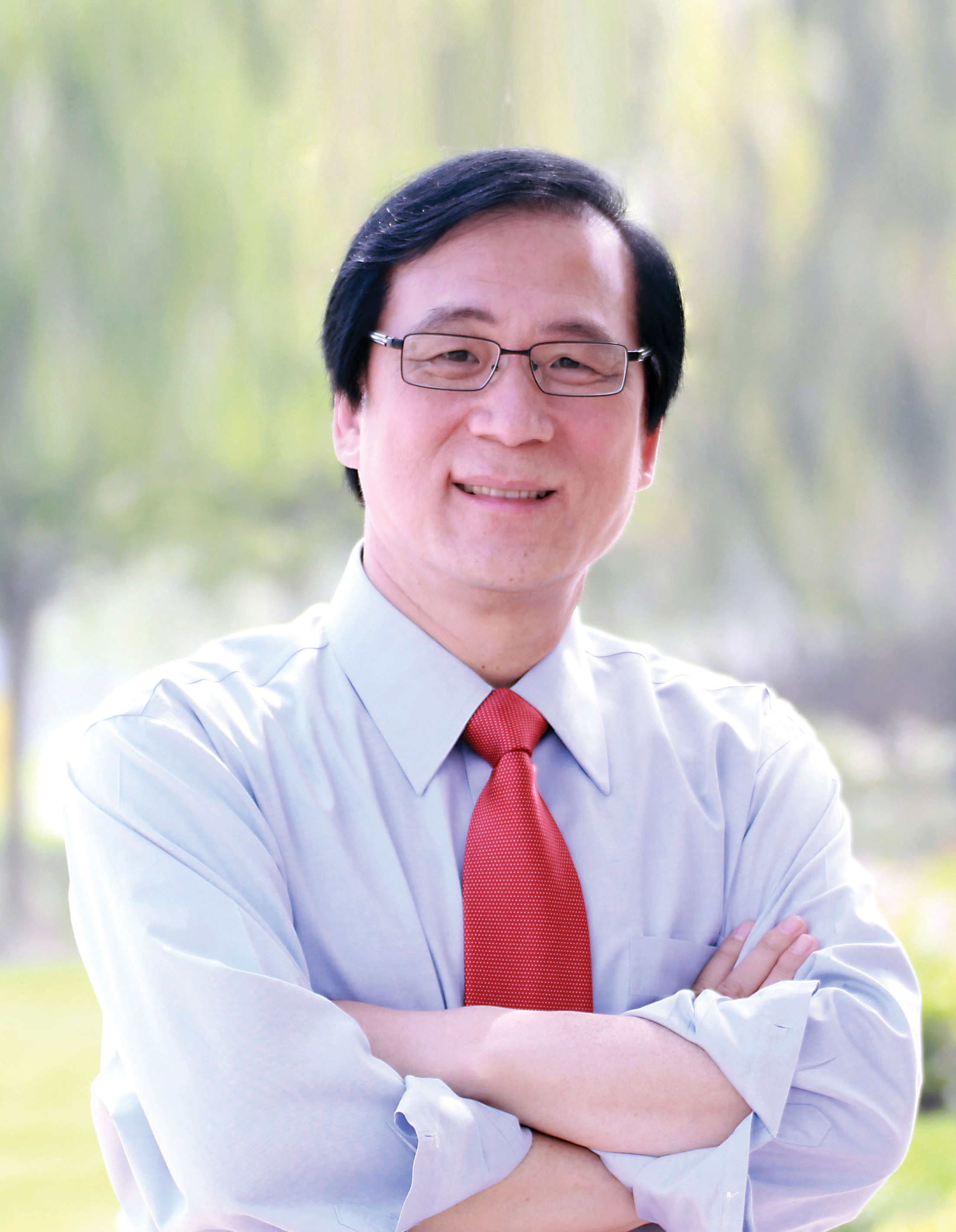
Sukhee Kang

Sukhee Kang urodził się w Seulu w rodzinie kupieckiej pochodzącej z miasta Kaesong. W latach 1973–1975 odbył służbę wojskową w południowo-koreańskiej armii. Do Stanów Zjednoczonych wyemigrował w 1977 roku po tym gdy otrzymał stopień licencjata w ekonomii rolniczej na Korea University w Seulu. Podczas studiów wstąpił do anglojęzycznego klubu dyskusyjnego Seoul PTC (Pine Tree Club – Sosnowy Klub) i był jego prezesem w latach 1971-1972. W marcu 2011 roku otrzymał doktorat honorowy w Business Administration z Dongseo University w Pusan.
Swoją karierę zawodową rozpoczął w firmie Circuit City jako sprzedawca i specjalista ds. obsługi klienta. Pracował w niej piętnaście lat od 1977 do 1992. Od 1992 pracował jako wolontariusz w KASF (Korean American Sholarship Foundation) i KACF (Korean American Community Foundation), a także pracował w Orange County Branch of Korean American Corporation i pełnił funkcję prezesa KADC (Korean American Democratic Committee).

## Kariera polityczna
Kang po raz pierwszy zaangażował się politycznie w czasie zamieszek rasowych w Los Angeles w 1992 roku, podczas których ponad 750 koreańskich przedsiębiorców poniosło duże straty. Kang prowadził wtedy aktywną rolę w sprawach społecznych i obywatelskich oraz pracował jako przewodniczący Korean American Coalition of Orange County oraz Korean American Scholarship Foundation, Western Region.
Zanim został radnym Irvine, został mianowany przez gubernatora do California Workforce Investment Board, z kolei przez burmistrza został mianowany do Irvine Finance Commission.
W listopadzie 2004 roku został wybrany radnym miasta Irvine, ponownie został wybrany na to stanowisko w listopadzie 2006 roku. Dwukrotnie został wybrany Mayor Pro Tem. Kang był członkiem takich podmiotów jak: Orange County Great Park Board, Orange County Sanitation District Board, Transportation Corridor Agency Board, Executive Steering Committee of the League of California Cities Orange County Division oraz Orange County Transportation Authority Measure M Super Committee.

## Urząd burmistrza
W listopadzie 2008 roku Kang w wyborach pokonał Christinę L. Shea, republikańską radną miasta. Kang zdobył 52,2% głosów i stał się pierwszym Amerykaninem koreańskiego pochodzenia, który został burmistrzem jednego z większych miast USA.
Kang został ponownie wybrany na stanowisko burmistrza w listopadzie 2010 roku pokonując kandydata Partii Republikańskiej Christophera Gonzalesa zdobywając 63,21% głosów.
Jako burmistrz, Kang poparł transakcję o wartości 120 mln dolarów z Orange County Transportation Authority, która miała położyć podwaliny pod miejski system transportowy.
Kang poparł stworzenie Northwood Gratitude and Honor Memorial i działał na rzecz osiągnięcia jednomyślności rady miejskiej w głosowaniu nad projektem w grudniu 2009 roku. Northwood Gratitude and Honor Memorial została oddana 14 listopada 2010 i zawiera 5714 nazwisk żołnierzy amerykańskich, którzy polegli podczas wojny w Iraku i Afganistanie. Lista jest uaktualniana co roku.

## Życie prywatne
Kang jest żonaty z Joanne Kang (Choi) od 1977 roku. Ich syn, Alan, ukończył studia MBA na University of Southern California i obecnie jest specjalistą w PricewaterhouseCoopers. Ich córka Angie ukończyła UC Berkeley School of Law i obecnie jest prokuratorem w Hulu. Kang został uhonorowany tytułem Ojca Roku 2012 przez Father’s Day Council of Orange County.